# 장전형
장전형(張全亨, 1961년 9월 1일, 전라남도 진도군 조도면 ~ )은 대한민국의 제9대 경기도의원이었다.

## 학력
- 조도국민학교 졸업
- 조도중학교 졸업
- 부산기계공업고등학교 졸업
- 한양대학교 공과대학 산업공학과 졸업

### 비학위 수료
- 연세대학교 대학원 행정학 석사 졸업

## 경력
- 국회의원 정책보좌관
- 김대중 대통령직 인수위원회 행정관
- 노무현 대통령 후보 수석부대변인
- 안중근 의사 기념사업 후원회 이사
- 민주당 대변인
- 용인도시공사 경영기획본부장
- 2014.07 ~ 2016.06 제9대 경기도의회 의원
- 2014.07 ~ 2016.06 제9대 경기도의회 전반기 경제과학기술위원회 위원
- 2014.07 ~ 2016.06 제9대 경기도의회 전반기 윤리특별위원회 위원

## 평가
2002년 제16대 대통령 선거 때 노무현 대통령 후보 수석부대변인으로 당시 병역면제를 받은 한나라당 이회창후보의 아들에 대해 "키 179cm에 몸무게 43kg은 직립보행이 불가하고, 걸을때 풍속의 영향을 받을수 밖에 없는 인간육포 수준"이라는 발언으로 일약 대선판을 흔들기도 했다.  
특히 공격적인 논평으로 당시 한나라당으로부터 무려 16번이나 고소, 고발을 당하기도 하였으나, 반대로 민주당으로서는 대변인실 터줏대감의 면모를 보여준 투사라는 평이 있다.
노무현대통령 당선 이후 동아일보(주간동아) 선정 "노무현대통령을 만든 사람들 100인" 가운데 52번째로 선정되기도 하였다.
연합뉴스로부터 "미스터 민주당"이라는 별명을 얻기도 했으며, 박주선국회부의장은 그를 "풍운아"로 부르기도 한다.
2012~2013년 용인도시공사 재직시 받은 뇌물로 기소, 유죄가 확정돼 2016년 경기도의원직을 상실했다.

## 역대 선거 결과
|  | 35.81% |

|  | 54.49% |